# Девід Боумен
Девід Боумен (англ. David Bowman; нар. 10 березня 1964, Роял Танбрідж Веллс) — колишній шотландський футболіст, півзахисник.
Насамперед відомий виступами за «Гарт оф Мідлотіан» та «Данді Юнайтед», а також національну збірну Шотландії.

## Клубна кар'єра
У дорослому футболі дебютував 1984 року виступами за «Гарт оф Мідлотіан», в якому провів чотири сезони, взявши участь у 116 матчах чемпіонату.
Протягом 1984—1986 років захищав кольори «Ковентрі Сіті».
Своєю грою за цю команду привернув увагу представників тренерського штабу клубу «Данді Юнайтед», до складу якого приєднався 1996 року. Відіграв за команду з Данді наступні два сезони своєї ігрової кар'єри. Більшість часу, проведеного у складі «Данді Юнайтед», був основним гравцем команди.
Протягом 1998—1999 років захищав кольори клубу «Рейт Роверс», після чого вирушив у Гонконг, де недовго пограв за «Орієнт енд Є Хоуп Юніон».
Завершив професійну ігрову кар'єру у нижчоліговому клубі «Форфар Атлетік», за команду якого виступав протягом 2000—2002 років.

## Виступи за збірну
1992 року дебютував в офіційних матчах у складі національної збірної Шотландії. Протягом кар'єри у національній команді, яка тривала усього 2 роки, провів у формі головної команди країни 6 матчів.
У складі збірної був учасником чемпіонату Європи 1992 року у Швеції.

## Кар'єра тренера
Розпочав тренерську кар'єру, повернувшись до футболу після невеликої перерви, 2006 року, ставши асистентом головного тренера у «Лівінгстоні». Наступного року деякий час виконував обов'язки головного тренера цієї команди.
Пізніше того ж 2007 року увійшов до тренерського штабу клубу «Данді Юнайтед», в якому тривалий час відповідав за підготовку молодіжної команди. Після звільнення Джекі Макнамари з посади головного тренера основної команди клубу у 2015 році виконував його обов'язки.

## Титули і досягнення
- Володар Кубка Шотландії: 1993-94
- Чемпіон Європи (U-18): 1982